# جیلنا
جیلنا (به اسپانیایی: Gilena) یک دهستان در اسپانیا است که در سبیا واقع شده‌است. جیلنا ۵۲ کیلومتر مربع مساحت دارد ۴۶۵ متر بالاتر از سطح دریا واقع شده‌است.